# Ivana Nešović

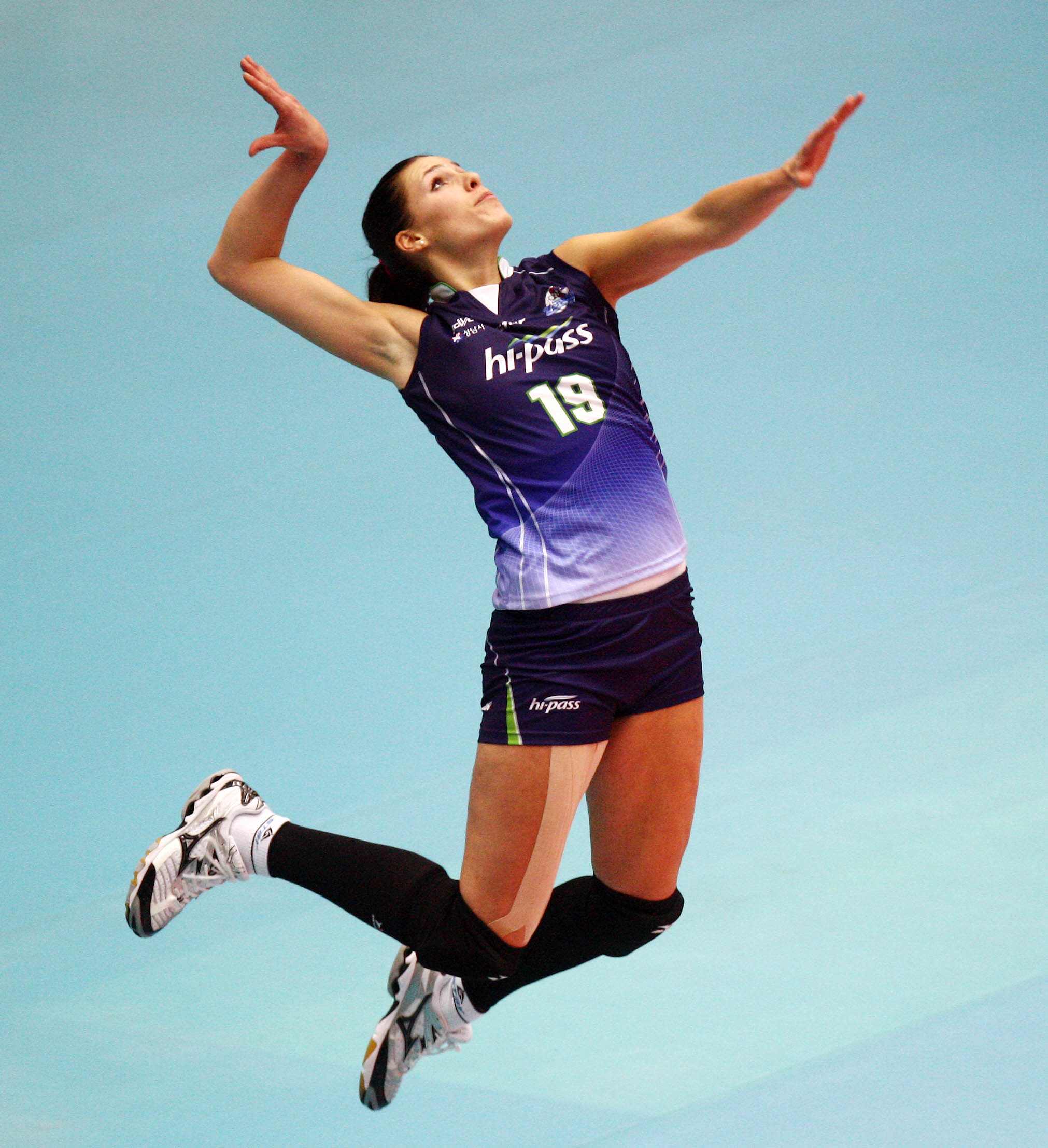
Ivana Nešović podczas wykonywania zagrywki w drużynie Seongnam Korea Expressway Corporation w styczniu w 2012 roku

Ivana Nesović (ur. 23 lipca 1988 roku w Belgradzie) – serbska siatkarka, reprezentantka kraju, grająca na pozycji atakującej. 

## Przebieg kariery
| Lata      | Klub                                  |
| 2003–2010 | Crvena zvezda Belgrad                 |
| 2010–2011 | Asystel Novara                        |
| 2011–2012 | Assitur Corriere Espresso Soverato    |
| 2012      | Seongnam Korea Expressway Corporation |
| 2012–2013 | Denso Airybees                        |
| 2013–2014 | Çanakkale Belediyespor Kulübü         |
| 2014      | ŽOK Železničar                        |
| 2014–2015 | Tianjin Bohai Bank                    |
| 2015      | Olympiakos Pireus                     |
| 2015–2016 | Balıkesir Büyükşehir Belediyespor     |
| 2016–2017 | Bank BJB Volleyball                   |
| 2017–2019 | Seongnam KEC                          |

## Sukcesy klubowe
Mistrzostwo Serbii:
- 2010
- 2008, 2009
- 2006, 2007

Puchar CEV:
- 2010
- 2008

Puchar Serbii:
- 2010

Mistrzostwo Korei Południowej:
- 2018
- 2019
- 2012

Superpuchar Grecji:
- 2014

Puchar Grecji:
- 2015

Mistrzostwo Grecji:
- 2015

## Sukcesy reprezentacyjne
Mistrzostwa Świata Juniorek:
- 2005

## Nagrody indywidualne
- 2008: Najlepsza serwująca turnieju Volley Masters Montreux